# Kobskov
Kobskov er en cirka 162 hektar stor statsskov beliggende i sydenden af Silkeborg, mellem søerne Lyngsø mod nord, Almindsø mod sydvest og Vejlsø mod sydøst samt Remstrup Å mod øst i Silkeborg Kommune. Skoven gennemskæres af Horsensvejen og Søndre Ringvej. Øst for Horsensvejen ligger Vejlbo Mose, der er en tidligere tørvegravssø på 3,3 ha.
Øst for Vejlbo Mose, ligger i et 14 ha stort skovområde et vådbundsarboret (Arboretum paludosum), med en samling af arter af træer og buske fra fugtige tempererede områder. Arboretet blev oprettet i 1991 i samarbejde mellem Ferskvandscentret, Silkeborg Kommune og Naturstyrelsen.
Ved Almindsø ligger to 3 badeanstalter: Østre Søbad, Vestre Søbad og Degne Badet. Kobskov er udlagt som hundeskov.
Ved Silkeborg er der i Kobskov, Nordskov og Vesterskov udpeget 256 hektar urørt løvskov og 185 ha anden biodiversitetsskov